# John Ainsworth-Davis
John Creyghton Ainsworth-Davis (Aberystwyth, 23 de abril de 1895 – Stockland, 3 de janeiro de 1976) foi um velocista e campeão olímpico britânico.
Integrou o revezamento 4x400 m da Grã-Bretanha, formado por ele, Cecil Griffiths, Guy Butler e Robert Lindsay, que conquistou a medalha de ouro em Antuérpia 1920.
Depois dos Jogos ele raramente voltou a competir, mais preocupado em se dedicar à sua carreira na medicina. Tornou-se cirurgião especializado em urologia e secretário da Royal Society of Medicine. Durante a II Guerra Mundial foi chefe da divisão de cirurgia do hospital da RAF na base de Cosford.